# クララ・アポテカル
クララ・アポテカル（Klara Apotekar 1997年8月2日- ）はスロベニア出身の柔道選手。階級は78kg級。リオデジャネイロオリンピック78㎏級銅メダリストのアナマリ・ベレンシェクは義理の姉にあたる。

## 経歴
2014年のU23ヨーロッパ選手権78kg級で2位になると、2015年には優勝した。世界ジュニアでは2位だった。2017年のヨーロッパジュニアでは優勝した。2018年の世界選手権では準々決勝で濵田尚里に横四方固で敗れるなどして7位だった。2019年のヨーロッパ競技大会では決勝でオランダのフーシェ・ステーンハイスを破って優勝した。世界選手権では準決勝で濵田に腕緘で敗れると、3位決定戦でもコソボのロリアナ・クカに腕挫十字固で敗れて5位に終わった。ミリタリーワールドゲームズとグランドスラム・アブダビでは優勝した。

## 主な戦績
- 2014年 - ヨーロッパジュニア　5位
- 2014年 - U23ヨーロッパ選手権　2位
- 2015年 - ヨーロッパジュニア　団体戦　2位
- 2015年 - 世界ジュニア　2位
- 2015年 - U23ヨーロッパ選手権　優勝
- 2016年 - ヨーロッパオープン・ソフィア　優勝
- 2016年 - グランドスラム・チュメニ　2位
- 2017年 - グランプリ・デュッセルドルフ　3位
- 2017年 - ヨーロッパ選手権　5位
- 2017年 - ヨーロッパジュニア　優勝
- 2017年 - グランドスラム・東京　7位
- 2018年 - グランプリ・チュニス　3位
- 2018年 - グランドスラム・デュッセルドルフ　3位
- 2018年 - グランプリ・ザグレブ　2位
- 2019年 - ヨーロッパ競技大会　優勝
- 2019年 - 世界選手権　5位
- 2019年 - ミリタリーワールドゲームズ　優勝
- 2019年 - グランドスラム・アブダビ　優勝
- 2020年 - グランドスラム・パリ　5位

(出典、JudoInside.com)